# Comuna Lanî, Peremîșleanî
Lanî (în ucraineană Лани) este o comună în raionul Peremîșleanî, regiunea Liov, Ucraina, formată din satele Blahodativka, Honceariv, Lanî (reședința), Liubeșka și Sirnîkî.

## Demografie
Componența lingvistică a comunei Lanî
     Ucraineană (99,85%)
     Alte limbi (0,15%)
Conform recensământului din 2001, majoritatea populației comunei Lanî era vorbitoare de ucraineană (99,85%), existând în minoritate și vorbitori de alte limbi.